# Kassandra (Mythologie)

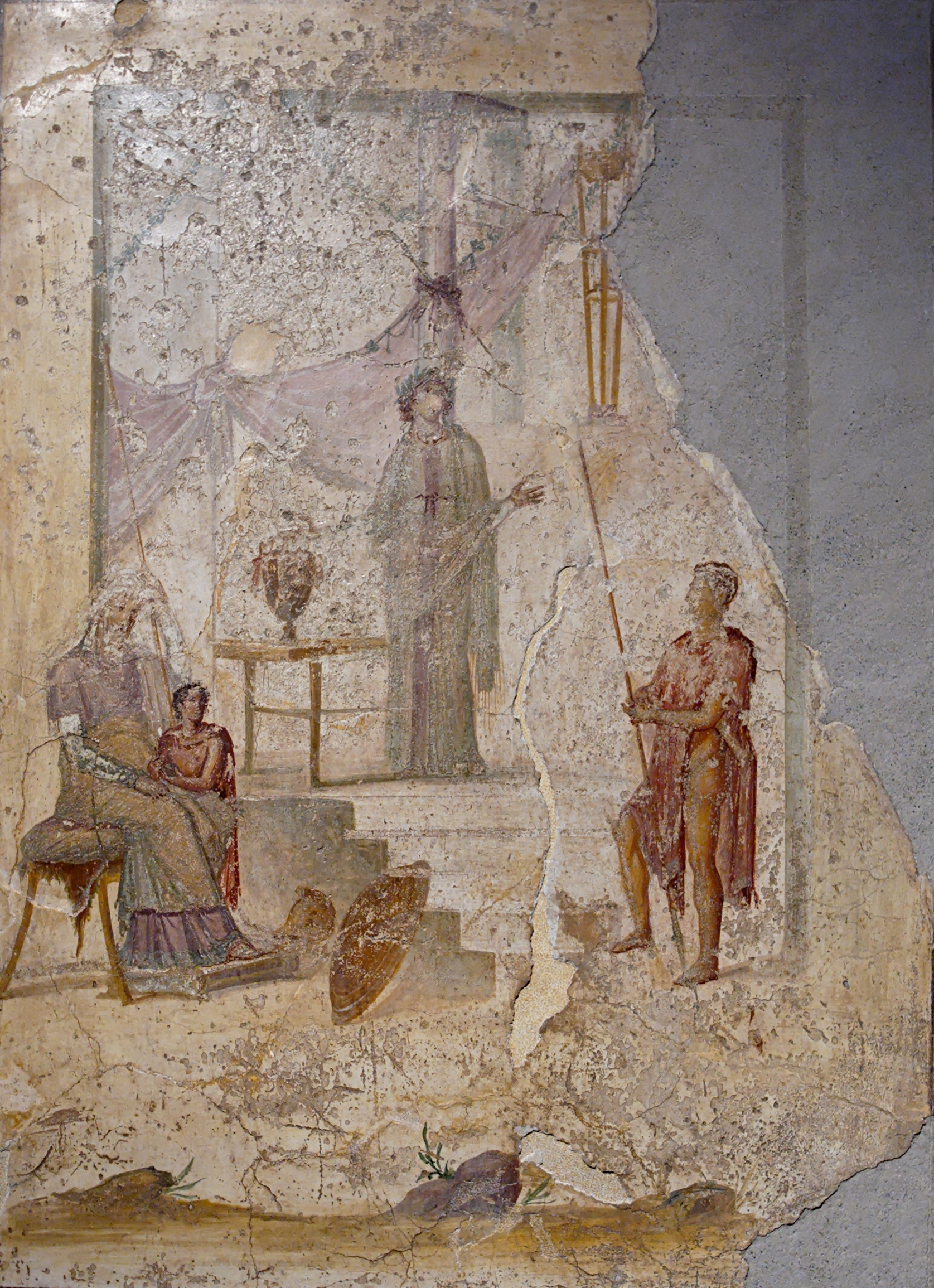
Kassandra (Mitte) sagt in Gegenwart des Priamos den Untergang Trojas voraus.
(Fresko aus Pompeji, Archäologisches Nationalmuseum Neapel)

Kassandra (altgriechisch Κασσάνδρα Kassándra, manchmal auch Κασάνδρα Kasándra, lateinisch Cassandra) ist in der griechischen Mythologie die Tochter des trojanischen Königs Priamos (lateinisch Priamus) und der Hekabe (lateinisch Hecuba), damit Schwester von Hektor, Polyxena, Paris und Troilos sowie Zwillingsschwester von Helenos.
Der Gott Apollon gab ihr wegen ihrer Schönheit die Gabe der Weissagung. Als sie jedoch seine Verführungsversuche zurückwies, verfluchte er sie, auf dass niemand ihren Weissagungen Glauben schenken werde. Daher gilt sie in der antiken Mythologie als tragische Heldin, die immer das Unheil voraussah, aber niemals Gehör fand. Derart ungehörte Warnungen werden als Kassandrarufe bezeichnet.

## Herkunft und Bedeutung des Namens
Versuche aus der Antike, den Namen etymologisch zu erklären, sind nicht überliefert. Der byzantinische Gelehrte Johannes Tzetzes leitete den Namen im 12. Jahrhundert aus κάσις kásis, deutsch ‚Bruder‘, und ἀνήρ anḗr, deutsch ‚Mann‘, ab und schloss auf die Bedeutung „einen tapferen Mann zum Bruder habend“, eine Interpretation, die bis ins 18. Jahrhundert Bestand hatte und auch noch in Zedlers Universallexikon angeführt wurde. Spätere Autoren lehnten diese jedoch ab. Von einer Reihe späterer Hypothesen konnte sich keine in der Forschung durchsetzen. Für Hjalmar Frisk gilt die Etymologie daher weiterhin als ungeklärt. Analog zu Paris’ alternativem Namen Alexander wird Kassandra auch in manchen Texten Alexandra genannt, so zum Beispiel in Lykophrons dramatischem Monolog Alexandra.

## Mythos

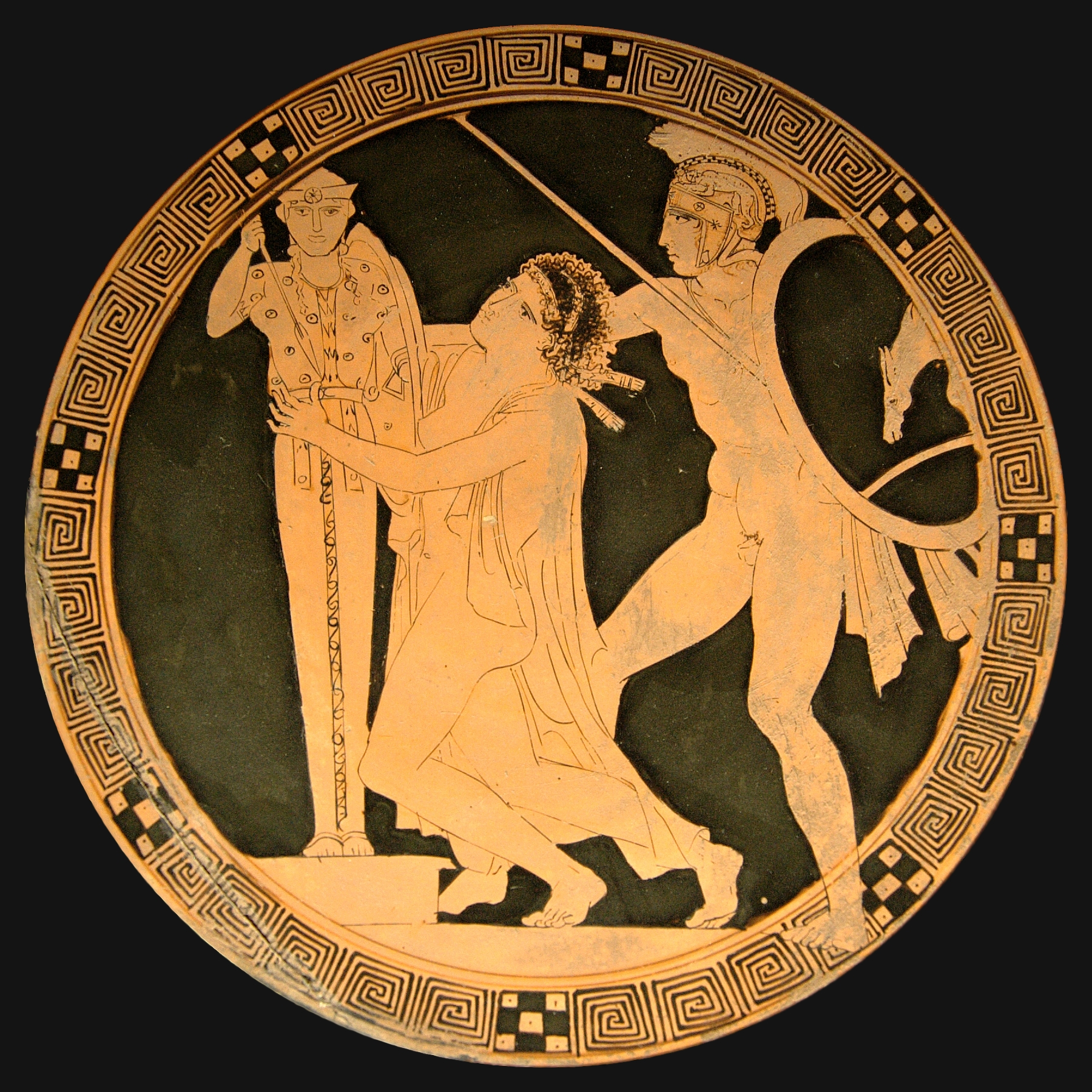
Ajax der Lokrer vergeht sich an Kassandra, die Zuflucht beim Palladion sucht.
(Rotfigurige Schale aus Attika, um 440 v. Chr., Louvre in Paris)

Der Gott Apollon verliebte sich in Kassandra und verlieh ihr – in Erwartung sexueller Hingabe – die Fähigkeit, die Zukunft vorauszusehen. Kassandra, deren Schönheit Homer mit jener der Aphrodite verglich, verweigerte sich dem Gott dennoch. Apollon aber konnte der Kassandra die Gabe nicht wieder entziehen, bestimmte jedoch, dass niemand ihren Weissagungen Glauben schenken werde. So versuchte sie den trojanischen Prinzen Paris von seinem Vorhaben, die schöne griechische Königsgattin Helena in seine Heimatstadt Troja zu entführen und den Griechen damit einen Kriegsgrund zu liefern, abzubringen. Schon während des Trojanischen Krieges warnte sie die Trojaner, ebenso wie der Priester Laokoon, vor der Hinterlist der Griechen. Diese hatten die Belagerung Trojas scheinbar beendet und den Abzug ihrer Truppen nur vorgetäuscht. Als „Geschenk“ hinterließen die Griechen ein riesiges hölzernes Pferd vor der Stadt. Da niemand Kassandra Glauben schenkte, zogen die Trojaner trotz der Warnung der Seherin das Pferd in die Stadt. Die darin versteckten Soldaten öffneten nachts die Stadttore und besiegelten so den Untergang Trojas.
Nach der Eroberung Trojas wurde Kassandra von Ajax dem Lokrer im Tempel der Athene vergewaltigt, in den sie sich geflüchtet hatte. Agamemnon beanspruchte Kassandra als Sklavin und nahm sie mit nach Mykene. Er wurde aber nach seiner Ankunft in Mykene von seiner Frau Klytaimnestra und deren Geliebtem Aigisthos im Bad ermordet. Kassandra, die dieses Schicksal gewusst und vorhergesagt hatte, wurde ebenfalls getötet, je nach Version von Klytaimnestra oder Aigisthos. Gemäß einer Votivtafel, die sich im Archäologischen Nationalmuseum in Athen befindet, wurde Kassandra auf der Insel Zakynthos kultisch verehrt; ein Herrschergeschlecht leitet sich von ihr ab.

## Darstellungen in der Antike
In der Nähe von Mykene gibt es ein Grabmal, das Kassandra zugeschrieben wurde. Ursprünglich war es jedoch wahrscheinlich einer lokalen Gottheit geweiht. Kassandras Insigne auf antiken Bilddarstellungen ist die Doppelaxt des phrygischen Apollon. Als Seherin und einstige Geliebte des Gottes der Weissagung ist sie auch eine Priesterin des Apollon.
Bei Homer findet man Kassandra als die schönste Tochter des Priamos und der Hekabe; sie ist dort jedoch noch nicht als Seherin beschrieben. Diese traditionelle Darstellung der Kassandra als warnende Stimme vor dem Untergang scheint sich erst später zu entwickeln. Bei Pindar und anderen griechischen Autoren (wie Aischylos in seiner Tragödie Agamemnon und Euripides in Die Troerinnen) wird die Gabe der Prophetie der Kassandra fast als bekannt vorausgesetzt. Als einziges antikes Werk stellt Lykophrons Dichtung Alexandra aus der Zeit um 190 v. Chr. die Figur der Kassandra in den Mittelpunkt. Unter dem Namen Alexandra wurde Kassandra von den Einwohnern in Amyklai und Leuktra als Göttin verehrt.
Nachdem in Aischylos’ Agamemnon-Tragödie Agamemnon in den Palast eingetreten ist und seinem Tod entgegengeht, bringt der Chor unheilvolle Ahnungen zum Ausdruck. Darauf folgt die große Szene der Kassandra. In einem ersten Teil schildert sie die grauenvollen Geschehnisse der Familie in diesem Palast und sieht dann Einzelheiten der Ermordung Agamemnons durch seine Gattin Klytaimnestra voraus, im zweiten Teil steigern sich Wut und Entsetzen bei der Vision der darauf folgenden Ereignisse, nämlich ihres unmittelbar bevorstehenden eigenen Endes. Damit ruft sie beim Publikum die Tragödienaffekte ἔλεος éleos und φόβος phóbos hervor, die mit Mitleid und Furcht bzw. Jammer und Schauder übersetzt werden und die, der Tragödientheorie in der Poetik des Aristoteles gemäß, das Publikum erschüttern und  kathartisch von diesen Affekten befreien sollen.
Während Kassandras Vision von Agamemnons Ermordung sich bei Aischylos auf eine, wenn auch unmittelbar bevorstehende, Zukunft bezieht, gestaltet Seneca in seiner Agamemnon-Tragödie dies anders. Hier trägt die Seherin keine Prophezeiung vor, sondern steht vor dem Palast und schildert in ihrer Vision, wie es sonst in einer Teichoskopie geschieht, was sich in diesem Augenblick im Innern des Gebäudes abspielt: die Ermordung Agamemnons, des Mörders ihrer Familie. Sie gibt ausdrücklich an: „So deutlich zeigte sich der prophetischen Schau noch nie das Verbrechen: Ich sehe es, bin mittendrin und habe meine Freude dran.“
In der Aeneis des römischen Dichters Vergil wird Kassandra ebenfalls als Seherin bezeichnet, die niemals Glauben findet. So erinnert sich Anchises an eine ihrer Weissagungen, in der sie den Flüchtlingen aus Troja Zukunft und Reich in Hesperien verheißen und die niemand geglaubt hatte. Ovid schildert Kassandras Schicksal im Kontext mit Trojas Untergang. Die Vergewaltigung im Tempel der Athene (Minerva) durch Ajax ruft den Zorn der Göttin auf die griechischen Heerführer hervor.

## Rezeption

Evelyn De Morgan, Die verzweifelte Kassandra vor der brennenden Stadt Troja (1898), London De Morgan Centre

### Literarische Rezeption
Giovanni Boccaccio schildert Kassandras Schicksal in Abschnitt 35 seines Werks De mulieribus claris („Von berühmten Frauen“). William Shakespeare lässt sie in Troilus und Cressida auftreten. Sie steht auch in der Barockoper The Virgin Prophetess, or The Fate of Troy (1701) von Elkanah Settle im Mittelpunkt. Friedrich Schiller schrieb 1802 das Gedicht Kassandra, das die antike Sage zur Vorlage hat.
Romanbearbeitungen des Themas lieferten die Erzählungen Die Seherin von Erika Mitterer (1942) und der Monolog Kassandra (1983) von Christa Wolf. Auch Marion Zimmer Bradley stellt in ihrem Buch Die Feuer von Troja (1987) Kassandra in den Mittelpunkt und erzählt die Geschichte des Untergangs der Stadt mit zahlreichen kreativen und feministischen Ausschmückungen aus der Sicht der Prinzessin und Priesterin. Die Autorinnen und klassischen Philologinnen Natalie Haynes und Gwen E. Kirby beschäftigen sich ebenfalls in ihren Romanen mit der Figur der Kassandra. In Haynes’ Neuschreibung des Trojanischen Kriegs aus weiblicher Perspektive A Thousand Ships (2019) wird Kassandra, wie schon bei Aischylos, von ihrem Umfeld, auch von ihrer Mutter, als verrückt pathologisiert, da ihre Weissagungen wirr erscheinen und niemand ihr Glauben schenkt. In der Komposition  Kassandra von Hans Chemin-Petit (Drama in 2 Bildern nach Aischylos) steht die Figur der Seherin Kassandra, deren Prophezeiungen niemand glaubt, im Mittelpunkt des musikalischen Geschehens. (Konzertante Uraufführung: 22. Mai 1982, Philharmonie Berlin, Mitschnitt der UA durch den SFB.).

### Darstellung in Film und Fernsehen
Darstellungen der Kassandra wurden in Filmen und TV-Serien u. a. von den folgenden Schauspielerinnen verkörpert.
- Janette Scott, in: Die schöne Helena. Spielfilm, Warner Brothers, 1956, 116 Min., Regie: Robert Wise.
- Geneviève Bujold, in: Die Troerinnen, Spielfilm, Großbritannien/USA/Griechenland, 1971, Regie: Michael Cacoyannis.
- Aimee-Ffion Edwards, in: Troja – Untergang einer Stadt, TV-Serie, USA, Großbritannien, 2018.

### Belletristik (Auswahl)
- Gustav Schwab: Die schönsten Sagen des klassischen Altertums. Gondrom, Bindlach 2006, ISBN 978-3-8112-2804-7.
- Jean Giraudoux: Der Trojanische Krieg findet nicht statt. Stück in 2 Akten. Insel, Leipzig 1984 (Originaltitel: La guerre de Troie n’aura pas lieu; Alternativübersetzung: Kein Krieg in Troja).
- Jean-Paul Sartre: Die Troerinnen des Euripides. Stück in 12 Szenen. Rowohlt, Reinbek bei Hamburg 1991, ISBN 3-499-34011-9.
- Lessja Ukrajinka: Kassandra. Dramatische Dichtung. Edition Thelem, Dresden 2007, ISBN 978-3-937672-97-7.
- Christa Wolf: Kassandra. Verlag der Süddeutschen Zeitung, München 2007, ISBN 978-3-86615-509-1.
- Marion Zimmer Bradley: Die Feuer von Troja. Fischer, Frankfurt am Main 2003, ISBN 3-596-50630-1.
- Natalie Haynes: A Thousand Ships. Macmillan, London 2019, ISBN 978-1-5098-3621-5.
- Gwen E. Kirby: Shit Cassandra Saw. Penguin Books, London 2022, ISBN 978-0-14-313662-0.

### Künstlerische Bearbeitungen
- In der Bildenden Kunst finden sich Darstellungen der Kassandra beispielsweise bei Peter Paul Rubens (1616/17), der ihre Vergewaltigung durch Ajax abbildet.
- Johann Christoph Friedrich Bach schrieb eine Kantate über die Seherin.
- In Disneys Hercules, einer Fernsehserie nach dem gleichnamigen Film, wird Kassandra als zynischer Teenager mit einem aufdringlichen, aber liebenswürdigen Verehrer in der Gestalt ihres Mitschülers Ikaros dargestellt.
- Die schwedische Popgruppe ABBA griff Kassandra in ihrem 1982 geschriebenen Lied Cassandra auf, worin der Tag nach der Niederlage Trojas beschrieben wird. In dieser Version kann Kassandra den Eroberern Trojas auf einem Schiff entkommen.
- Im Europa-Park in Rust steht das Mad House Fluch der Kassandra, das sich mit der mythologischen Figur Kassandra beschäftigt.
- In Cassandra aus ihrem Album The Tortured Poets Department erforscht Taylor Swift den Mythos der Kassandra, indem sie eine Erzählerin schildert, die wie Kassandra ignoriert und der nicht geglaubt wird, obwohl sie vor einer drohenden Gefahr gewarnt hat, und die schließlich wegen ihrer Weitsicht isoliert und in eine Tragödie gestürzt wird.